# El Vilosell
El Vilosell – gmina w Hiszpanii, w prowincji Lleida, w Katalonii, o powierzchni 18,78 km². W 2011 roku gmina liczyła 197 mieszkańców.